# Baleiomyia discussoria
Baleiomyia
Genre
Espèce
Baleiomyia discussoria est une espèce éteinte de diptères de la famille des Chaoboridae. C'est l'unique représentant du genre Baleiomyia.